# Aslan Beg Xarvaixidze
Aslan Beg Xarvaixidze fou príncep d'Abkhàzia del 1806 al 1810 i del 1821 al 1824. Succeí al seu pare Keleix Ahmad Beg Xarvaixidze quan aquest va morir el 2 de maig de 1806 i fou confirmat pel soldà dels otomans. Els russos el van acusar de matar el seu pare i va haver de fugir a Constantinoble quan soldats russos van entrar a Sukhumi el 10 de juny de 1810. El 1821 a la mort de Jordi Xarvaixidze va tornar el país i se'n va apoderar de quasi tot menys les fortaleses russes com Sukhumi i d'altres, però la seva revolta fou eliminada pel general Pyotr Gorchakov, imposant el príncep Demetri Xarvaixidze en 1821 i finalment fou expulsat per les forces russes el mes d'agost de 1824. Va morir més tard a Turquia.